# نورمان غرابوسكي
نورمان غرابوسكي (بالإنجليزية: Norman Grabowski) هو ممثل أمريكي، ولد في 5 فبراير 1933، وتوفي في 12 أكتوبر 2012.

## وصلات خارجية
- نورمان غرابوسكي على موقع IMDb (الإنجليزية)
- نورمان غرابوسكي على موقع قاعدة بيانات الفيلم (الإنجليزية)